# جنبش برادران سپید
برادران سپید ( به اوکراینی Біле братство ) یک جنبش مذهبی در اوکراین و سایر کشورها از سال 1990 تا 1996 بود از مکتب بعدها برادری سپید جهانی منشعب شد. در سال 1993 کلیسای جامع سنت سوفیا در کیف را اشغال کرد و درباره پایان قریب الوقوع جهان هشدار داد.
این جنبش به سرعت در بسیاری از شهرهای اتحاد جماهیر شوروی گسترش یافت.
کلیسای ارتدوکس اوکراین - پاتریارک کیف، نمایش او را محکوم کرد و او را تکفیر کرد . از سال 1992، تحقیقات علیه یوری کریوونهو و مارینا تسویهون به دلیل کلاهبرداری و ساخت و ساز غیرقانونی خانه در جریان است. هر دو برای مدتی به بلغارستان و لهستان رفتند.